# Altheimer, Arkansas
Altheimer, Arkansas (енгл. Altheimer) град је у америчкој савезној држави Арканзас.

## Демографија
По попису из 2010. године број становника је 984, што је 208 (-17,4%) становника мање него 2000. године.
| Група             | 2000.         | 2010.       |
| Белци             | 128 (10,7%)   | 92 (9,3%)   |
| Афроамериканци    | 1.048 (87,9%) | 867 (88,1%) |
| Азијати           | 1 (0,1%)      | 10 (1,0%)   |
| Хиспаноамериканци | 13 (1,1%)     | 14 (1,4%)   |
| Укупно            | 1.192         | 984         |